# Coupe d'Afrique des nations de football des moins de 17 ans 2015
Navigation
Maroc 2013 Gabon 2017
La Coupe d’Afrique des nations des moins de 17 ans 2015 est un tournoi de football organisé par la Confédération africaine de football (CAF). Elle se déroule tous les deux ans et oppose les meilleurs sélections africaines des moins de 17 ans.
L'édition 2015 a lieu au Niger du 15 février au 1er mars 2015.

## Stades retenus
| Niamey              | Niamey          |
| ------------------- | --------------- |
| Stade Général S. k. | Stade Municipal |

## Participants à la phase finale
- Afrique du Sud
- Cameroun
- Côte d'Ivoire
- Guinée
- Mali
- Niger (pays-hôte)
- Nigeria
- Zambie

## Phase finale

### Groupe A
| Rang | Équipe  | Pts | J | G | N | P | Bp | Bc | Diff |
| ---- | ------- | --- | - | - | - | - | -- | -- | ---- |
| 1    | Nigeria | 7   | 3 | 2 | 1 | 0 | 6  | 2  | +4   |
| 2    | Guinée  | 4   | 3 | 1 | 1 | 1 | 3  | 3  | 0    |
| 3    | Zambie  | 3   | 3 | 1 | 0 | 2 | 3  | 5  | -2   |
| 4    | Niger   | 3   | 3 | 1 | 0 | 2 | 3  | 5  | -2   |

| 15 février 2015 | Niger | 0 - 2 | Nigeria | Stade Général S. k., Niamey |
| 15:00 UTC±00:00 |       |       |         |                             |

| 15 février 2015 | Guinée | 1 - 0 | Zambie | Stade Général S. k., Niamey |
| 18:00 UTC±00:00 |        |       |        |                             |

| 18 février 2015 | Nigeria | 1–1 | Guinée | Stade Général S. k., Niamey |
| 16:00 UTC±00:00 |         |     |        |                             |

| 18 février 2015 | Zambie | 2 - 1 | Niger | Stade Général S. k., Niamey |
| 19:00 UTC±00:00 |        |       |       |                             |

| 21 février 2015 | Niger | 2 - 1 | Guinée | Stade Général S. k., Niamey |
| 18:30 UTC±00:00 |       |       |        |                             |

| 21 avril 2013   | Nigeria | 3 - 1 | Zambie | Stade Municipal, Niamey |
| 18:30 UTC±00:00 |         |       |        |                         |

### Groupe B
| Rang | Équipe         | Pts | J | G | N | P | Bp | Bc | Diff |
| ---- | -------------- | --- | - | - | - | - | -- | -- | ---- |
| 1    | Mali           | 7   | 3 | 2 | 1 | 0 | 6  | 3  | +3   |
| 2    | Afrique du Sud | 5   | 3 | 1 | 2 | 0 | 7  | 5  | +2   |
| 3    | Côte d'Ivoire  | 4   | 3 | 1 | 1 | 1 | 4  | 4  | 0    |
| 4    | Cameroun       | 0   | 3 | 0 | 3 | 0 | 3  | 8  | -5   |

| 16 février 2015 | Côte d'Ivoire | 2 - 2 | Afrique du Sud | Stade Municipal, Niamey |
| 16:00 UTC±00:00 |               |       |                |                         |

| 16 février 2015 | Mali | 3 - 1 | Cameroun | Stade Municipal, Niamey |
| 19:00 UTC±00:00 |      |       |          |                         |

| 19 février 2015 | Afrique du Sud | 2 - 2 | Mali | Stade Municipal, Niamey |
| 16:00 UTC±00:00 |                |       |      |                         |

| 19 février 2015 | Cameroun | 1 - 2 | Côte d'Ivoire | Stade Municipal, Niamey |
| 19:00 UTC±00:00 |          |       |               |                         |

| 22 février 2015 | Afrique du Sud | 3 - 1 | Cameroun | Stade Général S. k., Niamey |
| 16:30 UTC±00:00 |                |       |          |                             |

| 22 février 2015 | Côte d'Ivoire | 0 - 1 | Mali | Stade Municipal, Niamey |
| 16:30 UTC±00:00 |               |       |      |                         |

### Demi-finales
| 25 février 2015 | Nigeria | 0 - 1 | Afrique du Sud               | Stade Général S. k., Niamey        |                                    |
| 16:00 UTC±00:00 |         |       | 27e Khanyisa Eric Erick Mayo | Arbitrage : Noureddine El-Djaafari | Arbitrage : Noureddine El-Djaafari |

| 26 février 2015 | Mali                            | 2 - 1 | Guinée              | Stade Général S. k., Niamey  |                              |
| 16:00 UTC±00:00 | 25e Sekou Koita · 53e Aly Mallé |       | 51e Aboubacar Touré | Arbitrage : Mustapha Ghorbal | Arbitrage : Mustapha Ghorbal |

### Match pour la troisième place
| 1er mars 2015   | Nigeria                  | 1-3 | Guinée                                                                      | Stade Général S. k., Niamey |                          |
| 16:00 UTC±00:00 | 30e Victor James Osimhen |     | 35e Aboubacar Touré · 40e Abdoulaye Jules Keita · 53e Abdoulaye Jules Keita | Arbitrage : Gomno Daouda    | Arbitrage : Gomno Daouda |

### Finale
| 1er mars 2015   | Afrique du Sud | 0 - 2 | Mali                               | Stade Général S. k., Niamey       |                                   |
| 19:00 UTC±00:00 |                |       | 67e Siaka Bagayoko · 79e Aly Mallé | Arbitrage : Noureddine El Jaafari | Arbitrage : Noureddine El Jaafari |

## Résultat
| Vainqueur CAN U17 2015 Mali 1er titre |

### Classement de la compétition
| Classement de la Coupe d'Afrique des nations des moins de 17 ans 2015 |                |                         |
| \| Place \| Nation \| Stade de la compétition \| \| ------------------ \| -------------- \| ----------------------- \| \| Médaille d'or \| Mali \| Vainqueur \| \| Médaille d'argent \| Afrique du Sud \| Finale \| \| Médaille de bronze \| Guinée \| Demi-finale \| \| 4 \| Nigeria \| Demi-finale \| \| 5 \| Côte d'Ivoire \| Premier tour \| \| 6 \| Zambie \| Premier tour \| \| 7 \| Niger \| Premier tour \| \| 8 \| Cameroun \| Premier tour \| |                |                         |
| Place | Nation         | Stade de la compétition |
| Médaille d'or | Mali           | Vainqueur               |
| Médaille d'argent | Afrique du Sud | Finale                  |
| Médaille de bronze | Guinée         | Demi-finale             |
| 4 | Nigeria        | Demi-finale             |
| 5 | Côte d'Ivoire  | Premier tour            |
| 6 | Zambie         | Premier tour            |
| 7 | Niger          | Premier tour            |
| 8 | Cameroun       | Premier tour            |

## Buteurs
4 buts
- Victor Osimhen

3 buts
| - Aboubacar Touré - Boubacar Traoré - Kelechi Nwakali |

2 buts
| - Nelson Maluleke - Khanyisa Mayo - Christian Samuel Bayem - Idrissa Doumbia - Abdoulaye Jules Keita - Aly Mallé - Patson Daka |